# 365 (canção)
"365" é uma canção do DJ alemão Zedd em colaboração com a cantora americana Katy Perry. Seu lançamento ocorreu em 14 de fevereiro de 2019, por intermédio da Interscope Records.

## Antecedentes
Os rumores da colaboração surgiram em janeiro de 2019, após um suposto vazamento da faixa. Em fevereiro, a faixa foi registrada na Universal Music Publishing Group e, em seguida, apareceu no Shazam. Em 13 de fevereiro de 2019, Zedd e Katy Perry trocaram mensagens com emojis que denotavam o lançamento da canção; um trailer do vídeo também foi divulgado.